# Dům Zlatá hvězda
Dům Zlatá hvězda stojí na horní straně náměstí Krále Jiřího z Poděbrad v Chebu. Majitelé domu získali již v 17. století pohostinské právo, v době svých návštěv města v hostinci rád pobýval německý literát a vědec Johann Wolfgang von Goethe.
Významným okamžikem v dějinách domů byl rok 1865, kdy musel být původní renesanční dům částečně přestavěn, neboť došlo ke stržení tří sousedních budov za účelem vytvoření třídy vedoucí z náměstí na nádraží. Roku 1899 pak původní dům nechal nový majitel Frisch zbořit a na jeho místě vystavěl do roku 1905 nový objekt s barokizující fasádou, taktéž hotel.
Roku 1925 byl hostinec přejmenován na Hotel Frisch a po druhé světové válce na Hotel Hvězda. V letech 1950 až 1955 se hotel nakrátko stal internátem pedagogické školy. Po rekonstrukci v 60. letech a propojení se sousedními domy se objekt stal znovu hotelem Hvězda, přičemž s jednalo o nejmodernější ubytovací zařízení ve městě.